# Canal de la Haute Colme
Der Canal de la Haute Colme (manchmal auch Canal de la Haute-Colme geschrieben) ist ein französischer Schifffahrtskanal, der im Département Nord in der Region Hauts-de-France verläuft. Er ist der westliche Teilabschnitt des Canal de la Colme, der in Bergues mit dem östlichen Teilabschnitt Canal de la Basse Colme seine Fortsetzung findet, die bis zur belgischen Stadt Veurne (französisch Furnes) reicht. Dieser ist jedoch bereits zur Gänze für die Schifffahrt gesperrt.

## Geografie
Der Canal de la Haute Colme verbindet den Fluss Aa mit dem Canal de Bergues. Es handelt sich um einen Verbindungskanal mit einer minimalen Höhendifferenz von etwa einem Meter.

## Verlauf und technische Infrastruktur
Der Kanal beginnt bei der Stadt Watten, wo er Anschluss an die kanalisierte Aa hat. Er verläuft generell Richtung Nordosten und erreicht nach etwa sechs Kilometern die Abzweigung des Ableitungskanals Canal de dérivation de la Haute Colme, der heute Teil des Großschifffahrtsweges Dünkirchen-Schelde (fr: Liaison à grand gabarit Dunkerque-Escaut) ist. Die einzige hier befindliche Schleuse bei Watten hat die Abmessungen 143 × 11,40 m. Der eigentliche Canal de la Haute Colme ist ab hier für den gewerblichen Schiffsverkehr gesperrt und dient heute weitgehend nur mehr der Be- und Entwässerung der anliegenden Landschaften und der Wasserversorgung des Canal de Bergues, in den er nach insgesamt rund 24 Kilometern bei Bergues einmündet. In diesem Abschnitt befinden sich in Lynck und Bierne zwei weitere Schleusen mit den Abmessungen 39 × 5,20 m.
Im oberen Abschnitt bei Watten wird der Kanal von der Hochgeschwindigkeitsstrecke LGV Nord mit einem eindrucksvollen Eisenbahnviadukt überquert, im Endabschnitt bei Bierne quert er die Autobahn A25.

### Koordinaten
- Ausgangspunkt des Kanals: 50° 50′ 16,4″ N, 2° 12′ 30,2″ OKoordinaten: 50° 50′ 16,4″ N, 2° 12′ 30,2″ O[1]
- Endpunkt des Kanals: 50° 58′ 19,2″ N, 2° 25′ 32,9″ O[2]

### Orte am Kanal
- Watten
- Holque
- Pont-l’Abesse, Gemeinde Cappelle-Brouck
- Panama, Gemeinde Millam
- Lynck, Gemeinde Merckeghem
- Looberghe
- Pitgam
- Brouckerque
- Spycker
- Grand Millebrugge, Gemeinde Steene
- Armbouts-Cappel
- Bierne
- Bergues

## Geschichte des Canal de la Colme
In der fernen Vergangenheit flossen die Yser und die Aa durch unzählige Arme in die Nordsee. Bei der Urbarmachung dieser Küstenregion mittels Polder ab dem 11. Jahrhundert wurden kleine Entwässerungsgräben errichtet und mit einem größeren Kanal zur Wasserableitung verbunden. Dieser entstand in den heutigen Gebieten Französisch-Flandern und Westflandern durch Begradigung und Eintiefung des damals hier verlaufenden Flüsschens Colme. Der Canal de la Colme wurde damals durch die Kanoniker von Aire-sur-la-Lys erbaut. Es handelt sich um den ältesten handgegrabenen Kanal in diesen Gebieten. Später wurde der Kanal eine wichtige Handelsader und für die Schifffahrt sukzessive ausgebaut. Im 17. Jahrhundert wurde die Stadtbefestigung von Bergues nach mehreren kriegerischen Auseinandersetzungen von Vauban verstärkt ausgebaut, wobei der Canal de la Colme eine wichtige Bedeutung zur Wasserbefüllung im Stadtgraben erhielt. Durch die Entwicklung zur Großschifffahrt in der Neuzeit wurde eine bauliche Anpassung des Kanals nicht mehr wirtschaftlich und somit für die Schifffahrt nicht mehr relevant.